# Carl von Horn (1847-1923)
Carl Graf von Horn (16 de febrero de 1847 - 5 de junio de 1923) fue un Coronel General bávaro y Ministro de Guerra desde el 4 de abril de 1905 al 16 de febrero de 1912. Nació en Würzburg y murió en Múnich. Antes de ser ministro, fue Teniente General y comandante de división en Regensburg, donde la calle Hornstraße está nombrada en su honor.